# Anchusa hybrida
La buglossa ibrida (Anchusa hybrida Ten.) è una pianta appartenente alla famiglia delle Boraginaceae.

## Descrizione

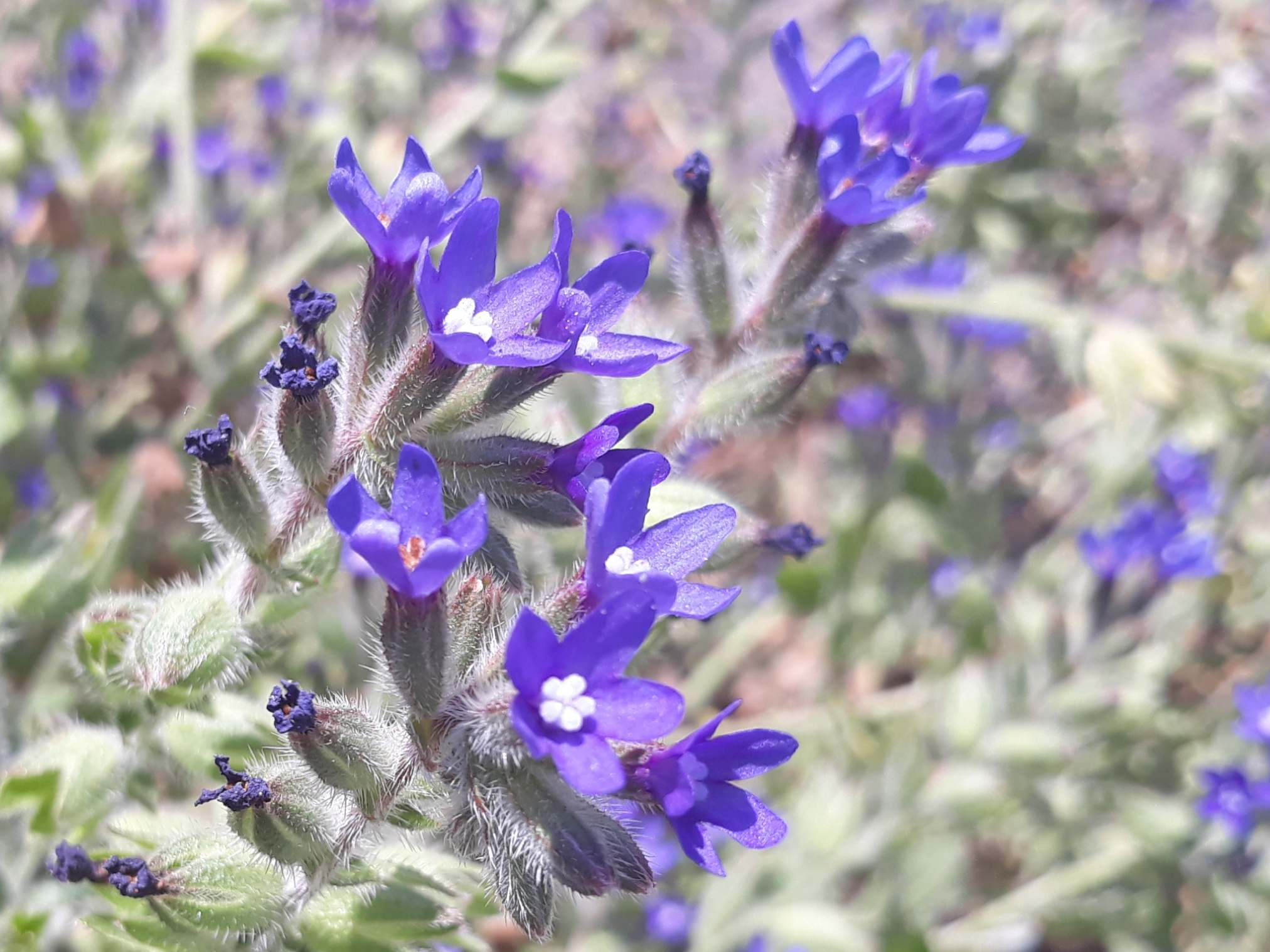
Buglossa ibrida in fiore

La buglossa ibrida è una pianta biennale o perenne e cresce prevalentemente in biomi subtropicali. La pianta è pubescente, (ricoperta da una fine peluria) e ha un lungo stelo, lungo circa 20–50 cm. Presenta foglie lanceolate o ellittico-obovate con margini più o meno ondulati che si assottigliano alla base per formare un corto picciolo. La corolla del fiore è di colore blu-violetto o viola e i suoi semi sono verrucosi e dall'aspetto ruvido.

## Distribuzione e habitat
La buglossa ibrida è originaria dell'Europa meridionale (Italia, Albania, Grecia, Bulgaria) e delle zone mediterranee dell'Asia (Turchia, Siria, Israele, Libano, Giordania) e del nord Africa (Tunisia, Algeria, Libia, Egitto).